# Велика свеска (роман)
Велика свеска (фр. Le Grand Cahier) је роман који је написала Агота Кристоф. Први пут је објављен 1986. године на француском језику под насловом Le Grand Cahier као први том Близаначке трилогије. 
Роман је 1987. године награђен Европском наградом за књигу и преведен на више од двадесет језика. 2006. године уврштен је у серију Швајцарске библиотеке. За филм га је 2013. прилагодио мађарски редитељ János Szász, освојивши главну награду на Међународном фестивалу у Карловим Варима. 
Други том трилогије је Доказ а трећи, Трећа лаж. У Србији је 2018. године у издању издавачке куће "Дерета" објављена књига Близаначка трилогија која у себи садржи сва три романа.

## Резиме
Прва књига Близаначке трилогије, Велика свеска, говори о два брата близанца, Клаусу и Лукасу, који су током Другог светског рата у Мађарској остали на бризи своје баке, сурове и похлепне старице. Млади су принуђени да развијају сопствени морални систем и да науче апсолутну самоконтролу како би преживели.
„Показаћу вам како се живи!“ Прва је фраза коју близанци чују од своје баке, када их мајка оставља на чување у граду на мађарској граници, бежећи од непријатеља за време Другог светског рата. Од тада се његово учење фокусира на преживљавање: физички и ментални отпор замењују школско образовање. Њихова бака, у граду позната као „Вештица“, присиљава двојицу браће да раде напорно како би зарадили за живот. Не добијају никакву љубав или наклоност од своје баке, која их увек назива „курвиним синовима“.
У овим условима, близанци науче да преживе кроз серију физичких и менталних вежби које себи намећу с циљем да очврсну: повређују се да би постали неосетљиви на физички бол, вређају једно друго да би научили да игноришу преступе, науче да моле, да лажу, да краду, па чак и да убијају, јер „морате знати како се то ради“. На тај начин се на свој начин прилагођавају ратном друштву, док истовремено уче да се вербално и физички бране и стварају свој морални систем. Близанци напуштају заштиту детињства и постају немилосрдни младићи („Никад се не играмо“). Сва њихова животна искуства и запажања забележена су у великој свесци која постаје сажетак свих његових казивања.
Карактери и судбине дечака верна су слика бездушног света где се људи међусобно истребљују као никада пре у историји. 